# Bakala episinoides
Pour les articles homonymes, voir Bakala.
Genre
Espèce
Bakala episinoides, unique représentant du genre Bakala, est une espèce d'araignées aranéomorphes de la famille des Desidae.

## Distribution
Cette espèce est endémique du Queensland en Australie.

## Publication originale
- Davies, 1990 : Two new spider genera (Araneae: Amaurobiidae) from rainforests of Australia. Acta Zoologica Fennica, vol. 190, p. 95-102.